# Aérothèque
L'Aérothèque est un conservatoire du patrimoine culturel aéronautique français implanté à Blagnac (Haute-Garonne) et dont l'ouverture a eu lieu le 5 juillet 1988,.
De Dewoitine à Airbus, l'Aérothèque retrace l’histoire aéronautique des usines de Toulouse de 1922 à nos jours à travers les avions et les métiers.
Dès le début, l'Aérothèque a soutenu la création d'un grand musée aéronautique à Toulouse, Aeroscopia. Actuellement, une quarantaine de maquettes ont été confiées au musée.